# Valses nobles y sentimentales
Los ocho valses nobles et sentimentales (valses nobles y sentimentales) son piezas para piano compuestas por Maurice Ravel en 1911. Ravel los orquesta en 1912 para ballet, dándoles el título de Adélaïde ou le langage des fleurs (Adelaida o el lenguaje de las flores).
El título fue escogido para rendir homenaje a Franz Schubert, autor en 1823 de dos libros de valses llamados Valses nobles y Valses sentimentales.
Fueron estrenados en una reunión privada, el 8 de mayo de 1911 por Louis Aubert, a quien están dedicados. Las disonancias del primer valse desconcertaron notablemente al auditorio. El séptimo, que Ravel consideraba como "el más característico" de los ocho, prefigura claramente la apoteosis de La Valse (1919).
La interpretación de la obra tiene una duración habitual de unos quince minutos. Los valses están marcados con las siguientes indicaciones:
1. Modéré
2. Assez lent
3. Modéré
4. Assez animé
5. Presque lent
6. Assez vif
7. Moins vif
8. Lent

## Medios
- «Valses nobles y sentimentales» en el Proyecto Biblioteca Internacional de Partituras Musicales (IMSLP).

- Datos: Q3083404